# Angiactis
Angiactis is een geslacht van schimmels in de orde Arthoniales. De familie is nog niet eenduidig bepaald (incertae sedis). De typesoort is Angiactis littoralis.

## Soorten
Volgens Index Fungorum bevat het geslacht vier soorten (peildatum januari 2022):
| Soortnaam             | Auteur(s)                        | Publicatiejaar |
| --------------------- | -------------------------------- | -------------- |
| Angiactis banksiae    | (Müll. Arg.) Kantvilas & Stajsic | 2020           |
| Angiactis bermudensis | LaGreca                          | 2008           |
| Angiactis littoralis  | (Kantvilas) Aptroot & Sparrius   | 2008           |
| Angiactis spinicola   | Aptroot & Sparrius               | 2008           |